# Autoroute 404 (Ontario)
L'autoroute 404 est une autoroute de la province canadienne de l'Ontario reliant l'autoroute 401 à Toronto à ses banlieues nord, telles que Richmond Hill, Aurora, Newmarket et finalement East Gwillimbury. Stricto sensu, l'autoroute 404 s'étend sur une distance de 50 kilomètres, mais s'il est tenu compte de son extension, soit la Don Valley Parkway, elle s'étend sur environ 65 kilomètres. En fait, même si la Don Valley Parkway ne fait pas officiellement partie de la 404, les numéros de sorties de l'autoroute sont établis en fonction du début de la Don Valley Parkway.

## Tracé

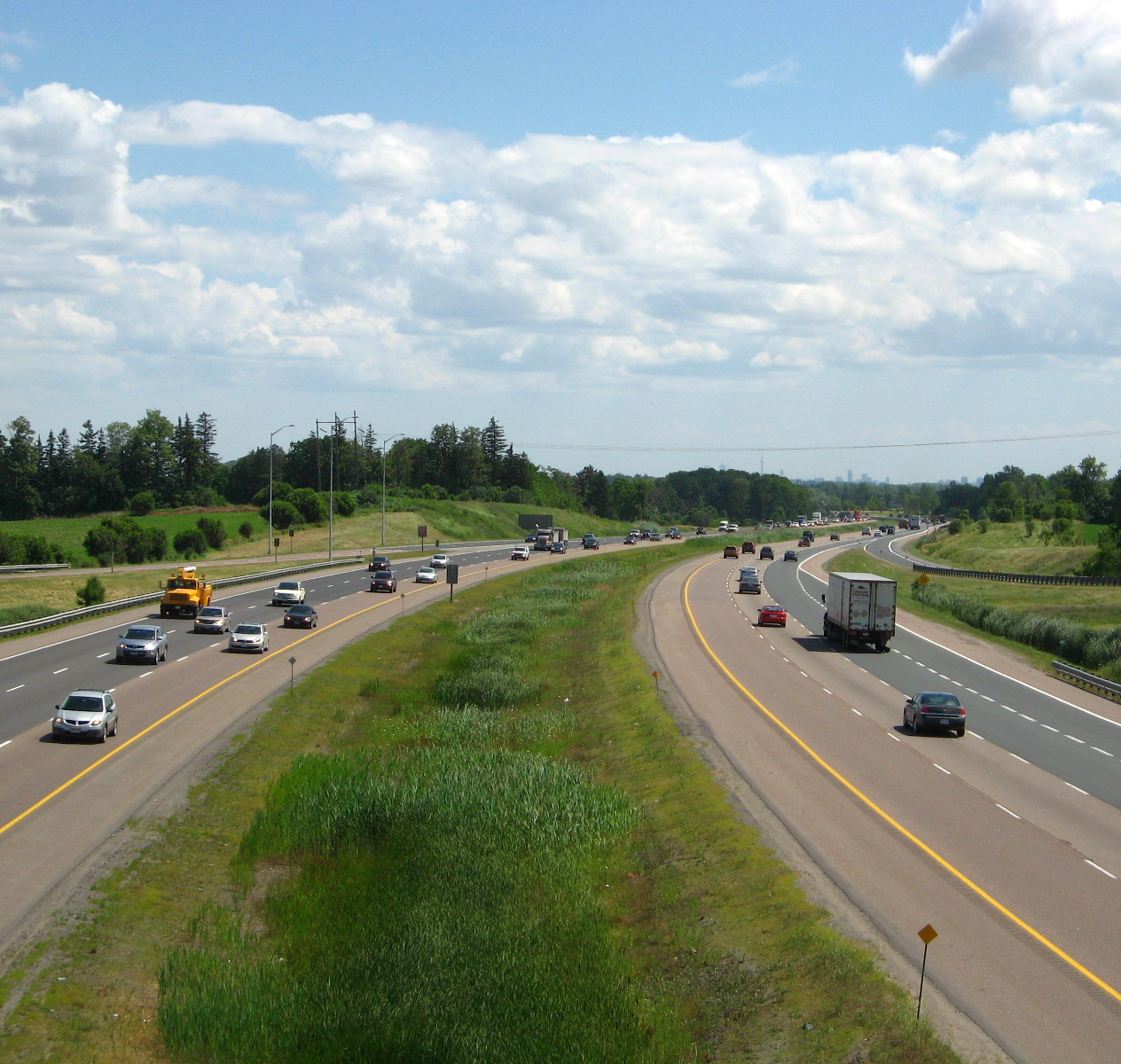
L'autoroute 404 à Stouffville.

La 404 commence officiellement à l'échangeur 401/Don Valley Parkway à Don Mills, au nord-est du centre-ville de Toronto et au nord-ouest de Scarborough. Elle se dirige vers le nord sur toute sa longueur d'ailleurs en croisant l'autoroute 407, aussi appelée ETR (Express Toll Route), à Buttonville. De plus, elle passe tout juste à l'est de Richmond Hill, Aurora et Newmarket. Elle se termine à East Gwillimbury au croisement de Woodbine Avenue, via une intersection en T.

## Projets futurs
Des travaux sont en cours, à la date de juillet 2012, afin de prolonger l'autoroute 15 kilomètres vers le nord, jusqu'au croisement de Ravenshoe Rd. (route 32) au sud de Keswick. Ces travaux devaient être achevés le 15 décembre 2012, mais l'ouverture est finalement reportée jusqu'au 17 septembre 2014.
À plus long terme, l'autoroute 404 pourrait mesurer un peu plus de 100 kilomètres en contournant Keswick, Sutton, Virginia ainsi que Port Bolster vers le sud et pourrait peut-être rejoindre la route 12 près de Cannington (en). Aucuns travaux ne sont en cours en août 2013.

## Nombre de voies

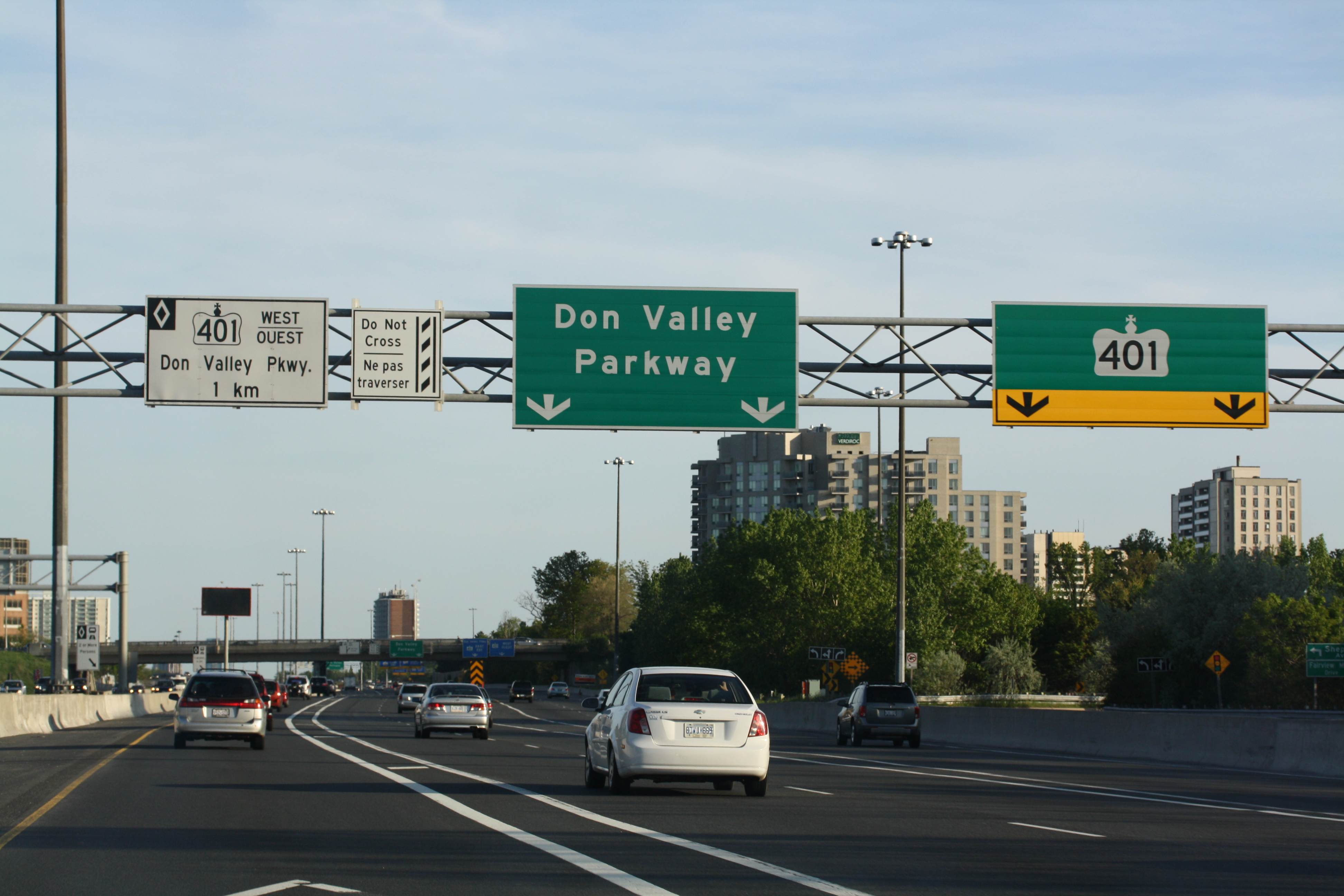
L'autoroute 404 continue en tant que Don Valley Parkway au sud de l'autoroute 401.

Le tableau suivant présente le nombre de voies par direction de l'autoroute 404 selon la localisation. 
| Repère (sortie)                         | Direction nord                     | Direction sud                      |
| --------------------------------------- | ---------------------------------- | ---------------------------------- |
| Autoroute 401 (17) à Sheppard Ave. (18) | 5 (2 connecteurs/ 3 distributeurs) | 6 (4 connecteurs/ 2 distributeurs) |
| Sheppard Ave. (18) à Finch Ave. (20)    | 6                                  | 5                                  |
| Finch Ave. (20) à Steeles Ave. (22)     | 5                                  | 4                                  |
| Steeles Ave. (22) à Autoroute 407 (25)  | 5                                  | 5                                  |
| Autoroute 407 (25) à 16th Ave. (29)     | 4                                  | 4                                  |
| 16th Ave. (29) à Aurora Rd. (45)        | 3                                  | 3                                  |
| Aurora Rd. (45) à Woodbine Ave. (65)    | 2                                  | 2                                  |

## Liste des sorties
Les sorties de la Don Valley Parkway sont incluses dans le tableau suivant, car elles servent à l'établissement des numéros de sortie de l'autoroute 404. En effet, l'autoroute 404 est la continuité de la Don Valley Parkway.
| Ville                                                | km    | Sortie | Repère | Notes                                                                           |
| ---------------------------------------------------- | ----- | ------ | --- | ------------------------------------------------------------------------------- |
| Sorties de la Don Valley Parkway                     |       |        | |                                                                                 |
| Toronto (Old Toronto)                                |       | —      | Gardiner Expressway Ouest, Lake Shore Blvd. Est – Toronto (centre-ville), Scarborough, Pickering                   | Début de la Don Valley Parkway                                                  |
| Toronto (Old Toronto)                                |       | 1      | Eastern Ave. (vers King St., Queen St. et Dundas St.) – Toronto (centre-ville)                                     | Sortie sud vers Eastern Ave. Ouest et entrée nord de Eastern Ave. Est seulement |
| Toronto (Old Toronto)                                |       | —      | Queen St. | Entrée nord seulement                                                           |
| Toronto (Old Toronto)                                |       | —      | Dundas St. | Entrée nord seulement                                                           |
| Toronto (Old Toronto)                                |       | —      | Bloor St. | Entrée nord seulement                                                           |
| Toronto (Old Toronto)                                |       | 3      | Bayview Ave., Bloor St., Danforth Ave. – Toronto, Scarborough                                                      |                                                                                 |
| Toronto (East York)                                  |       | 7      | Don Mills Rd. | Aucune entrée nord de Don Mills Rd. Sud                                         |
| Toronto (East York)                                  |       | 10     | Eglinton Ave. – Toronto, Scarborough                                                                               |                                                                                 |
| Toronto (North York)                                 |       | 11     | Wynford Dr. – Toronto, Scarborough                                                                                 | Sortie sud et entrée nord seulement                                             |
| Toronto (North York)                                 |       | 12     | Lawrence Ave. – Toronto, Scarborough                                                                               |                                                                                 |
| Toronto (North York)                                 |       | 14     | York Mills Rd. – Scarborough, Toronto, Don Mills                                                                   |                                                                                 |
| Début officiel de l'autoroute 404                    |       |        | |                                                                                 |
| Toronto (North York)                                 | 0–0,5 | 17     | Autoroute 401 (Macdonald-Cartier Freeway) – London, Windsor, Oshawa, Belleville, Kingston, Cornwall, Montréal (QC) | Don Valley Parkway au sud de l'échangeur                                        |
| Toronto (North York)                                 | 1,4   | 18     | Sheppard Ave. – North York, Scarborough                                                                            | collecteur/distributeur                                                         |
| Toronto (North York)                                 | 3,5   | 20     | Finch Ave. – North York, Markham                                                                                   |                                                                                 |
| Toronto (North York) / Markham                       | 5,7   | 22     | Steeles Ave. – North York, Markham                                                                                 |                                                                                 |
| Markham                                              | 8,9   | 25     | Autoroute 407 (ETR) – Markham, Brampton, Mississauga, Hamilton                                                     | Péage sur la 407                                                                |
| Markham (Buttonville) / Richmond Hill                | 9,8   | 27     | Route régionale 7 – Richmond Hill, Buttonville                                                                     |                                                                                 |
| Markham (Buttonville) / Richmond Hill                | 11,8  | 29     | Route régionale 73 (16th Ave.) – Richmond Hill, Buttonville                                                        | Vers l'aéroport de Buttonville                                                  |
| Markham (Buttonville) / Richmond Hill                | 13,8  | 31     | Route régionale 25 (Major Mackenzie Rd.) – Richmond Hill, Markham                                                  |                                                                                 |
| Markham (Buttonville) / Richmond Hill                | 15,7  | 33     | Route régionale 49 (Elgin Mills Rd.) – Richmond Hill, Stouffville                                                  |                                                                                 |
| Richmond Hill / Whitchurch-Stouffville               | 20,1  | 37     | Route régionale 29 (Stouffville Rd.) – Oak Ridges, Stouffville, King City                                          |                                                                                 |
| Aurora / R. Hill / W.-Stouffville                    | 24,2  | 41     | Route régionale 40 (Bloomington Rd.) – Aurora                                                                      |                                                                                 |
| Aurora / W.-Stouffville                              | 28,4  | 45     | Route régionale 15 (Aurora Rd. / Wellington St.) – Aurora                                                          |                                                                                 |
|                                                      |       |        | |                                                                                 |
| W.-Stouffville / Newmarket                           | 32,4  | 49     | Route régionale 74 (Mulock Dr. / Vivian Rd.) – Newmarket, Mount Albert                                             | Sortie nord et entrée sud seulement                                             |
| W.-Stouffville / Newmarket / East Gwillimbury        | 34,5  | 51     | Route régionale 31 (Davis Dr.) – Newmarket, Mount Albert                                                           |                                                                                 |
| East Gwillimbury                                     | 36,6  | 53     | Route régionale 19 (Green Lane) – Sharon, Keswick, Barrie                                                          |                                                                                 |
| East Gwillimbury                                     |       | 59     | Route régionale 77 (Queensville Sideroad)                                                                          |                                                                                 |
| East Gwillimbury                                     | 50,1  | 65     | Route régionale 8 (Woodbine Ave.)                                                                                  | Fin de l'autoroute; intersection en T                                           |
| - Sortie incomplète - Intersection (aucun échangeur) |       |        | |                                                                                 |